# Christophe Baudouin
Christophe Baudouin (ur. 19 maja 1961 w Nicei) – francuski okulista, profesor Uniwersytetu w Wersalu oraz szef kliniki okulistycznej w paryskim Narodowym Szpitalu Okulistycznym Quinze-Vingts.

## Życiorys
Studia medyczne ukończył w 1988 w rodzinnej Nicei na Université de Nice – Sophia Antipolis. Doktoryzował się w 1992 w Paryżu. W 1995 został szefem katedry i kliniki okulistyki w Ambroise Paré Hospital (AP-HP) Uniwersytetu w Wersalu (Université de Versailles-Saint-Quentin-en-Yvelines). W 2000 roku został także szefem kliniki okulistycznej w paryskim Narodowym Szpitalu Okulistycznym Quinze-Vingts (fr. Le centre hospitalier national d’ophtalmologie des Quinze-Vingts, ang. Quinze-Vingts National Ophthalmology Hospital). Od 1997 jest koordynatorem grupy badawczej zajmującej się immunologią i toksykologią powierzchni oka. Od 2004 jest dyrektorem zespołu badawczego w Vision Institute działającego w ramach paryskiego Université Pierre et Marie Curie oraz francuskiego Narodowego Instytutu Zdrowia i Badań Medycznych (INSERM).
W pracy badawczej i klinicznej specjalizuje się w takich zagadnieniach jak: zapalenie powierzchni oka, biomarkery suchego oka, działania niepożądane leków przeciwjaskrowych, a także szeroki zakres modeli in vivo oraz in vitro przydatnych w badaniach toksykologicznych lub patofizjologicznych nad chorobami powierzchni oka oraz jaskrą.
Jest redaktorem naczelnym „Journal Français d'Ophtalmologie". Autor i współautor artykułów publikowanych w wiodących recenzowanych czasopismach okulistycznych, m.in. w „Acta Ophthalmologica", „Investigative Ophthalmology & Visual Science", „Survey of Ophthalmology", „Ophthalmology" oraz „American Journal of Ophthalmology".
Jest członkiem m.in. Amerykańskiej Akademii Okulistyki (AAO), American Association for the Advancement of Science, Association for Research in Vision and Ophthalmology (ARVO) oraz Francuskiego Towarzystwa Okulistycznego (fr. Société Française d’Ophtalmologie).
W 2011 wyróżniony tytułem silver fellow przez Association for Research in Vision and Ophthalmology (ARVO).